# Atlas Shrugged: Part III
Atlas Shrugged: Part III (även Atlas Shrugged Part III: Who Is John Galt?) är en amerikansk film från 2014. Filmen är en uppföljare till Atlas Shrugged: Part I (2011) och Atlas Shrugged: Part II (2012) och bygger på den sista tredjedelen av Ayn Rands roman Och världen skälvde (1957).

## Handling
Dagny Taggart (Laura Regan) har kraschlandat med sitt flygplan efter sin jakt på John Galt (Kristoffer Polaha). Hon har hamnat i Galt's Gulch, där John Galt och de försvunna industrialisterna bor. Där har de skapat sig en fristad där de kan leva enligt sina egna ideal, skilda från det kollektivistiska samhället som håller på att slås sönder av byråkrati och statlig inblandning i affärslivet. Dagny slits mellan viljan att bo i detta nya idealsamhälle och viljan att driva sitt järnvägsbolag och försöka stoppa kollektiviseringen i industrin.

## Produktion och mottagande
Liksom mellan de första två filmerna byttes skådespelarna i alla de viktiga rollerna ut i denna tredje film i trilogin.
Filmen drog in $461 179 under premiärhelgen i USA. Den visades på 242 biografer. Den visades på bio i tre veckor och drog totalt in $846 704, vilket var mindre än föregångarna, som drog in ca $4,6 respektive $3,3 miljoner.
Filmen möttes av negativ kritik. På Rotten Tomatoes har den 0% positiva recensioner av 10 med ett snittbetyg på 1,4/10. På Metacritic har den ett snittbetyg på 9/100, baserat på sju recensioner.

## Rollista
- Laura Regan som Dagny Taggart
- Kristoffer Polaha som John Galt
- Joaquim de Almeida som Francisco d'Anconia
- Eric Allan Kramer som Ragnar Danneskjöld
- Rob Morrow som Henry "Hank" Rearden
- Larry Cedar som Dr. Floyd Ferris
- Greg Germann som James Taggart
- Jen Nikolaisen som Cherryl Taggart
- Louis Herthum som Wesley Mouch
- Dominic Daniel som Eddie Willers
- Stephen Tobolowsky som Dr. Hugh Akston
- Ron Paul, Glenn Beck, och Sean Hannity (cameos) som sig själva